# Alec Guinness
Sir Alec Guinness de Cuffe, ŘSC, ŘBI (2. dubna 1914 – 5. srpna 2000) byl britský divadelní a fillmový herec, známý charakterními i komediálními rolemi. Od 40. let hrál ve filmech, v 50. a 60. letech ztvárnil velké role v několika epických velkofilmech Davida Leana a v závěru kariéry ještě proslul mezi mladým publikem jako Obi-Wan Kenobi v první trilogiii Star Wars.

## Kariéra
Po hereckých začátcích na jevišti se objevil v několika komediích z produkce londýnského studia Ealing, zejména Šlechetná srdce a šlechtické korunky, kde hrál osm různých postav. Největší proslulost však získal díky spolupráci s Davidem Leanem v řadě jeho filmů – objevil se jako Herbert Pocket v Nadějných vyhlídkách (1946), Fagin v Oliveru Twistovi (1948), plukovník Nicholson v Mostu přes řeku Kwai (1957, za což získal Cenu Akademie za nejlepší mužský herecký výkon), princ Fajsal v Lawrenci z Arábie (1962), Jevgraf v Doktoru Živagovi (1965) a profesor Godbol v Cestě do Indie (1984).